# Melientha suavis

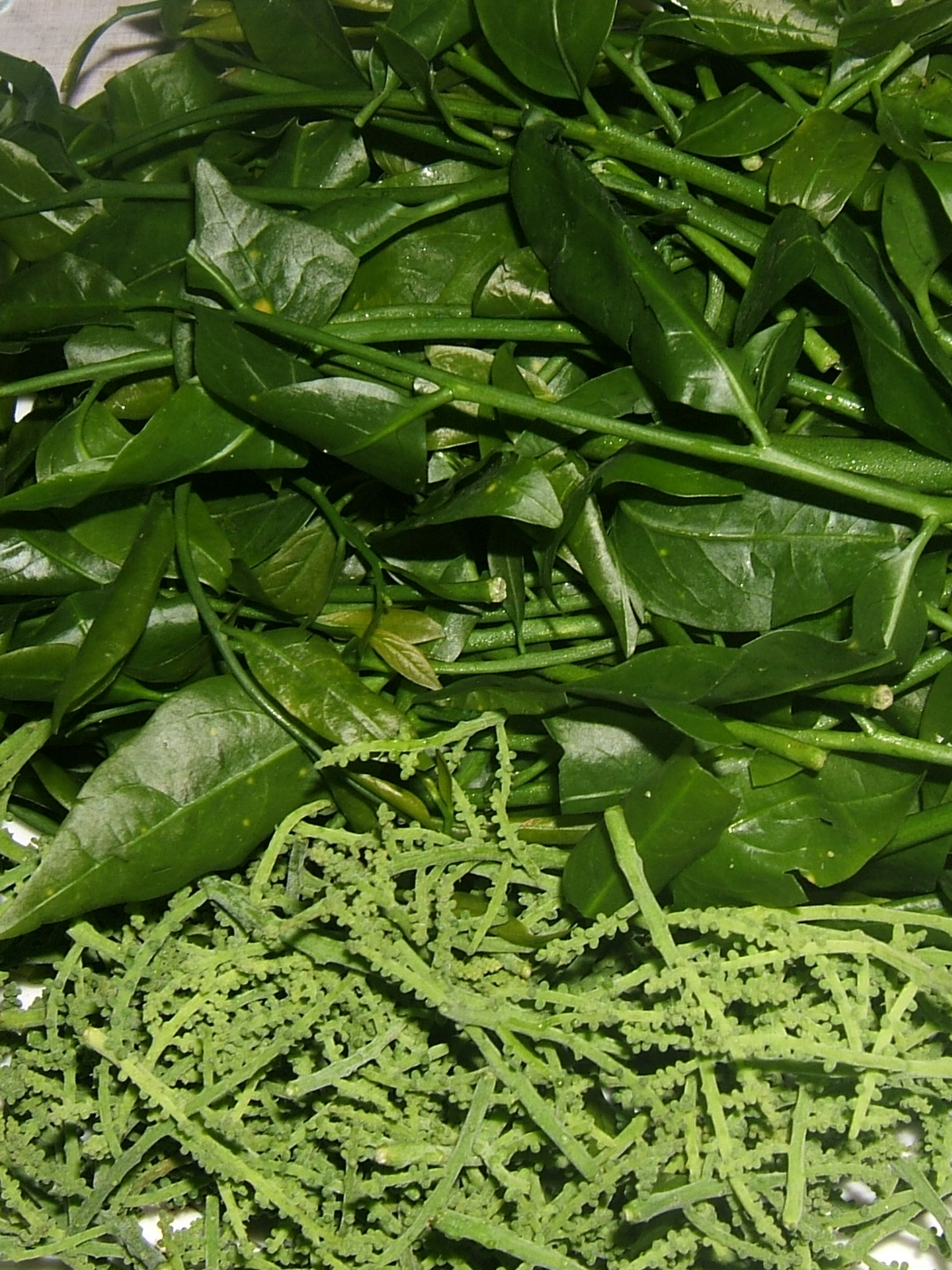
Junge Blätter und Blütenstände für Gemüse

Melientha suavis ist ein Baum in der Familie der Opiliaceae aus dem mittleren bis nördlicheren Südostasien. Es ist die einzige Art der Gattung Melienthia.

## Beschreibung
Melientha suavis wächst als immergrüner Baum bis etwa 13 Meter hoch. Der Stammdurchmesser erreicht bis 45 Zentimeter. Die glatte Borke ist gräulich.
Die einfachen und wechselständigen, dünnledrigen, kurz gestielten Laubblätter sind kahl. Sie sind eiförmig bis verkehrt-eiförmig oder elliptisch, lanzettlich, ganzrandig, abgerundet bis rundspitzig oder spitz, bis 12–15 Zentimeter lang und bis 5–7 Zentimeter breit. Die Nebenblätter fehlen.
Melientha suavis ist zweihäusig diözisch. Es werden fast kahle und rispige, etwa 15–20 Zentimeter lange Blütenstände gebildet, sie erscheinen gruppiert, kauliflor am Stamm, oder einzeln, ramiflor an den Ästen und achselständig an den Zweigenden. Die Blüten stehen jeweils meist einzeln oder in kleinen Gruppen an einem minimalen Tragblatt an der Rhachis. Die grünlichen, sehr kleinen und 4–5zähligen, eingeschlechtlichen, fast sitzenden bis sitzenden, stark duftenden Blüten besitzen eine einfache (oder doppelte; mit minimalem „Calyculs“) Blütenhülle. Die eiförmigen, spitzen Tepalen (Petalen) sind nur bis 1,5 Millimeter lang und in den männlichen Blüten ausladend, in den weiblichen am Fruchtknoten anhaftend. Es sind 4–5 sehr kurze, fast sitzende Staubblätter mit relativ großen Antheren vorhanden. Der kugelige, einkammerige Fruchtknoten ist oberständig mit sitzender, breiter Narbe. Es ist jeweils ein lappiger Diskus vorhanden. Die weiblichen Blüten besitzen minimale Staminodien, die männlichen Blüten einen reduzierten Pistillode.
Es werden 2,3–4 Zentimeter große und gelbe, ellipsoide bis eiförmige, einsamige, dünnfleischige Steinfrüchte gebildet.

## Systematik und Verbreitung
Man kann zwei Unterarten unterscheiden:
- Melientha suavis subsp. macrocarpa Hiepko: Sie kommt im nördlichen Borneo vor.[1]
- Melientha suavis subsp. suavis: Sie kommt in Kambodscha, Laos, Vietnam, Thailand und Malaysia und in Mindanao vor.[1]

## Verwendung
Die saftigen Früchte sind essbar.
Die jungen Blätter und Blütenstände werden gekocht als Gemüse verwendet. Die Identifikation der jungen Blätter kann allerdings ohne Blüten und Früchte schwierig sein, eine Verwechslung kann, mit z. B. Urobotrya siamensis deren Früchte rot sind, tödlich sein. Dies geschieht recht häufig.